# Sielsowiet łomakiński (obwód kurski)
Sielsowiet łomakiński (ros. Ломакинский сельсовет) – jednostka administracyjna wchodząca w skład rejonu rylskiego w оbwodzie kurskim w Rosji.
Centrum administracyjnym sielsowietu jest dieriewnia Swoboda.

## Geografia
Powierzchnia sielsowietu wynosi 35,66 km².

## Historia
Status i granice sielsowietu zostały określone ustawami z 2004 i z 2010 roku.

## Demografia
W 2017 roku sielsowiet zamieszkiwało 93 mieszkańców.

## Miejscowości
W skład sielsowietu wchodzą miejscowości: Swoboda, Łomakino, Pierwomajskij.